# Štefan Mozetič
Štefan Mozetič (tudi Mosetig), slovenski rimskokatoliški duhovnik in zgodovinar, * ~ 1649, Gorica, † (?).
Rodil se je v Gorici okoli leta 1649, točen datum njegovega rojstva ni znan, prav tako nista znana kraj in čas smrti. Bogoslovje je študiral v rojstnem kraju. Napisal je zgodovino kuge, ki je po Goriškem razsajala v drugi polovici leta 1682 in zahtevala okoli 500 mrtvih, ter povzročila veliko gmotno škodo prebivalstvu. Ob tej priložnosti je Mozetič veliko pomagal ljudem kljub veliki nevarnost, da tudi sam postane žrtev te hude nalezljive bolezni.